# Linia kolejowa nr 294
Linia kolejowa nr 294 – w większości nieeksploatowana, niezelektryfikowana, jednotorowa, drugorzędna linia kolejowa łącząca Racławice Śląskie z Głubczycami. Linia na całej długości jest położona w województwie opolskim, w powiatach prudnickim i głubczyckim, na obszarze gmin Głogówek i Głubczyce.

## Historia
Otwarcie linii nastąpiło 15 sierpnia 1876 roku. 3 marca 2000 zawieszono ruch pasażerski, a 28 czerwca 2006 również ruch towarowy.
W lipcu 2021 roku ogłoszono przetarg na prace planistyczne na linii kolejowej nr 294 i 177. Reaktywacja obu linii umożliwiłaby uruchomienie połączeń z Racławic Śląskich do Raciborza.